# Wielersport op de Middellandse Zeespelen 2005
Wielersport is een van de sporten die beoefend werden tijdens de Middellandse Zeespelen 2005 in Almería, Spanje. Er waren twee onderdelen, alle voor mannen.

## Uitslagen
| Event   | Goud           | Goud     | Zilver            | Zilver   | Brons              | Brons    |
| ------- | -------------- | -------- | ----------------- | -------- | ------------------ | -------- |
| Wegrit  | Mathieu Perget | 3:33.05  | Stéphane Poulhies | 3:34.52  | Mauro Santambrogio | 3:34.52  |
| Tijdrit | Marcos Tendero | 35.41,28 | Eladio Sánchez    | 36.02,99 | Florian Morizot    | 36.03,22 |

## Medaillespiegel
| Plaats | Land      | Goud | Zilver | Brons | Totaal |
| 1      | Frankrijk | 1    | 1      | 1     | 3      |
| 2      | Spanje    | 1    | 1      | 0     | 2      |
| 3      | Italië    | 0    | 0      | 1     | 1      |
| Totaal | Totaal    | 2    | 2      | 2     | 6      |

1955 · 1959 · 1963 · 1967 · 1971 · 1975 · 1979 · 1983 · 1987 · 1991 · 1993 · 1997 · 2001 · 2005 · 2009 · 2013 · 2018 · 2022
Atletiek · Basketbal · Bocce · Boksen · Boogschieten · Gewichtheffen · Golf · Gymnastiek · Handbal · Judo · Kanovaren · Karate · Paardensport · Roeien · Schermen · Schietsport · Tafeltennis · Tennis · Voetbal · Volleybal · Waterpolo · Wielersport · Worstelen · Zeilen · Zwemmen